# Падалище (Боймишко)
Падалище е бивше село в Егейска Македония, Гърция, разположено на територията на дем Пеония в административна област Централна Македония.

## География
Селото е било разположено в източната част на планината Паяк (Пайко), на Падалищката река, източно от Църна река (Карпи), западно от Боймица (Аксиуполи), югозападно от Извор (Пиги) и северозападно от Гогопик (Горгопи).

## История
Селото се разпада в първата половина на XIX век вследствие на постоянните нападения от мюсюлмански разбойнически банди от дезертьори от османската войска, познати като тумбулеци. Селяните се заселват в околните села, главно в Боймица и Горгопик.

## Личности
Починали в Падалище
- Мильо Понов Камберов (? – 1904), български революционер от Гевгели, четник на ВМОРО, загинал на 26 юни 1904 година в Падалище[4]
- Михаил Христо Златарев (? – 1904), български революционер от Ошин, деец на ВМОРО, убит на 26 юни 1904 година в Падалище[5]